# Adolf-Grimme-Preis 2003
Der 39. Adolf-Grimme-Preis wurde 2003 verliehen. Die Preisverleihung fand am 21. März 2003 im Theater Marl statt. Die Moderation übernahm dabei Gert Scobel.
Im Rahmen der Veranstaltung wurden neben dem Adolf-Grimme-Preis noch weitere Preise, unter anderem auch der „Publikumspreis der Marler Gruppe“, vergeben.

## Preisträger

### Adolf-Grimme-Preis mit Gold

#### Fiktion & Unterhaltung
- Fred Breinersdorfer (Buch), Marc Rothemund (Regie), Anneke Kim Sarnau (Darsteller) und Axel Prahl (Darsteller) (für die Sendung Die Hoffnung stirbt zuletzt, NDR / ARD)
- Olli Dittrich (Buch, Regie und Darsteller) und Anke Engelke (Buch und Darstellerin) (für die Sendung Blind Date: Taxi nach Schweinau, ZDF)

### Adolf-Grimme-Preis

#### Fiktion & Unterhaltung
- Alexander Adolph (Buch), Friedemann Fromm (Regie), Senta Berger (Darstellerin), Rudolf Krause (Darsteller) und Gerd Anthoff (Darsteller) (für die Sendung Unter Verdacht – Verdecktes Spiel, ZDF / Arte)
- Dominik Graf (Regie), Hanno Lentz (Kamera), Matthias Schweighöfer (Darsteller), Sabine Timoteo (Darstellerin), Florian Stetter (Darsteller), Jessica Schwarz (Darstellerin) (für die Sendung Die Freunde der Freunde, WDR / ARD)
- Christian Petzold (Buch und Regie), Hans Fromm (Kamera), Nina Hoss (Darstellerin) und Sven Pippig (Darsteller) (für die Sendung Toter Mann, ZDF / Arte)
- David Safier (Buch) und Felicitas Woll (Darstellerin) (für die Sendereihe Berlin, Berlin, RB / NDR / ARD)

#### Information & Kultur
- Stanisław Mucha (Buch und Regie) und Susanne Schüle (Kamera) (für die Sendung Absolut Warhola, ZDF / 3sat / HR / WDR)
- Rolf Schlenker (Buch und Redaktion), Volker Heise (Buch und Regie) und Jörg Jeshel (Kamera) (für die Sendereihe Schwarzwaldhaus 1902, SWR / ARD)
- Judith Keil und Antje Kruska (für Buch und Regie zu Der Glanz von Berlin, ZDF)
- William Karel (für Buch und Regie zu Kubrick, Nixon und der Mann im Mond, Arte)
- Michael Busse und Marie-Rosa Bobbi (für Buch und Regie zu die story: Gipfelstürmer, WDR / ARD)

#### Spezial
- Christiane Ruff (für die Sendereihen Nikola, Ritas Welt, Mein Leben & Ich und Ohne Worte, RTL)
- Martin Buchholz (für Buch und Regie zu Der Mörder meiner Mutter, ARTE / SWR und Gott segne unseren Überfall, SWR)
- Marcel Reif (für seine Kommentare während der Fußball-Weltmeisterschaft 2002, Premiere)

### Besondere Ehrung
- Ranga Yogeshwar (für die Nutzung der spezifischen Möglichkeiten des Mediums Fernsehen im Sinne der Wissensvermittlung und Aufklärung)

### Sonderpreis des Ministeriums für Städtebau und Wohnen, Kultur und Sport von Nordrhein-Westfalen
- Christian Frei (für die Sendung War Photographer, Arte)

### Publikumspreis der Marler Gruppe
- Andreas Kleinert (Regie), Götz George (Darsteller) und Klaus J. Behrendt (Darsteller) (für die Sendung Mein Vater, WDR / ARD)